# Buster Posey
Pour les articles homonymes, voir Posey.
Gerald Demp « Buster » Posey III (né le 27 mars 1987 à Leesburg, Géorgie, États-Unis) est un ancien receveur au baseball.
Membre des équipes des Giants championnes des Séries mondiales de 2010, 2012 et 2014, Buster Posey est désigné recrue de l'année 2010 dans la Ligue nationale et est élu joueur par excellence de la Ligue nationale en 2012. 
Champion frappeur en 2012, il compte après la saison 2015 trois Bâtons d'argent et a reçu invitations au match des étoiles. Il joue aussi occasionnellement au premier but.

## Carrière

### Ligues mineures
Joueur des Seminoles de l'université d'État de Floride, Buster Posey est le choix de première ronde des Giants de San Francisco et le 5e joueur sélectionné au total au repêchage amateur de 2008, après Tim Beckham, Pedro Alvarez, Eric Hosmer et Brian Matusz. Il signe son premier contrat professionnel avec les Giants, trois ans après avoir repoussé l'offre des Angels de Los Angeles, qui l'avaient repêché de l'école secondaire au 50e tour de sélection en 2005, avant qu'il ne se dirige vers l'université.
À l'université, Posey évolue à toutes les positions sur le terrain incluant celle de lanceur et joue même aux 9 positions dans un même match, en 2008 dans une victoire de 10-0 de FSU sur Savannah State.
En 2008, Posey est classé 19e parmi les 50 meilleurs joueurs d'avenir du baseball selon MLB.com. Baseball America le classe 17e de son top 100 annuel en 2009, puis en 7e position au début de l'année 2010.
Il connaît rapidement du succès dans les ligues mineures, passant de la classe A au niveau AAA en 2009. Sa moyenne au bâton s'élève à ,325 avec 80 points produits en 115 parties dans les mineures cette année-là. En fin de saison, il est rappelé par les Giants et obtient sa première chance dans les majeures. Il joue 7 parties au poste de receveur comme substitut à Bengie Molina, frappant 2 coups sûrs en 17 présences au bâton (moyenne de,118). Il joue son premier match le 11 septembre contre les Dodgers de Los Angeles et obtient son premier coup sûr dans les grandes ligues le 19 septembre, aussi contre Los Angeles.

### Saison 2010

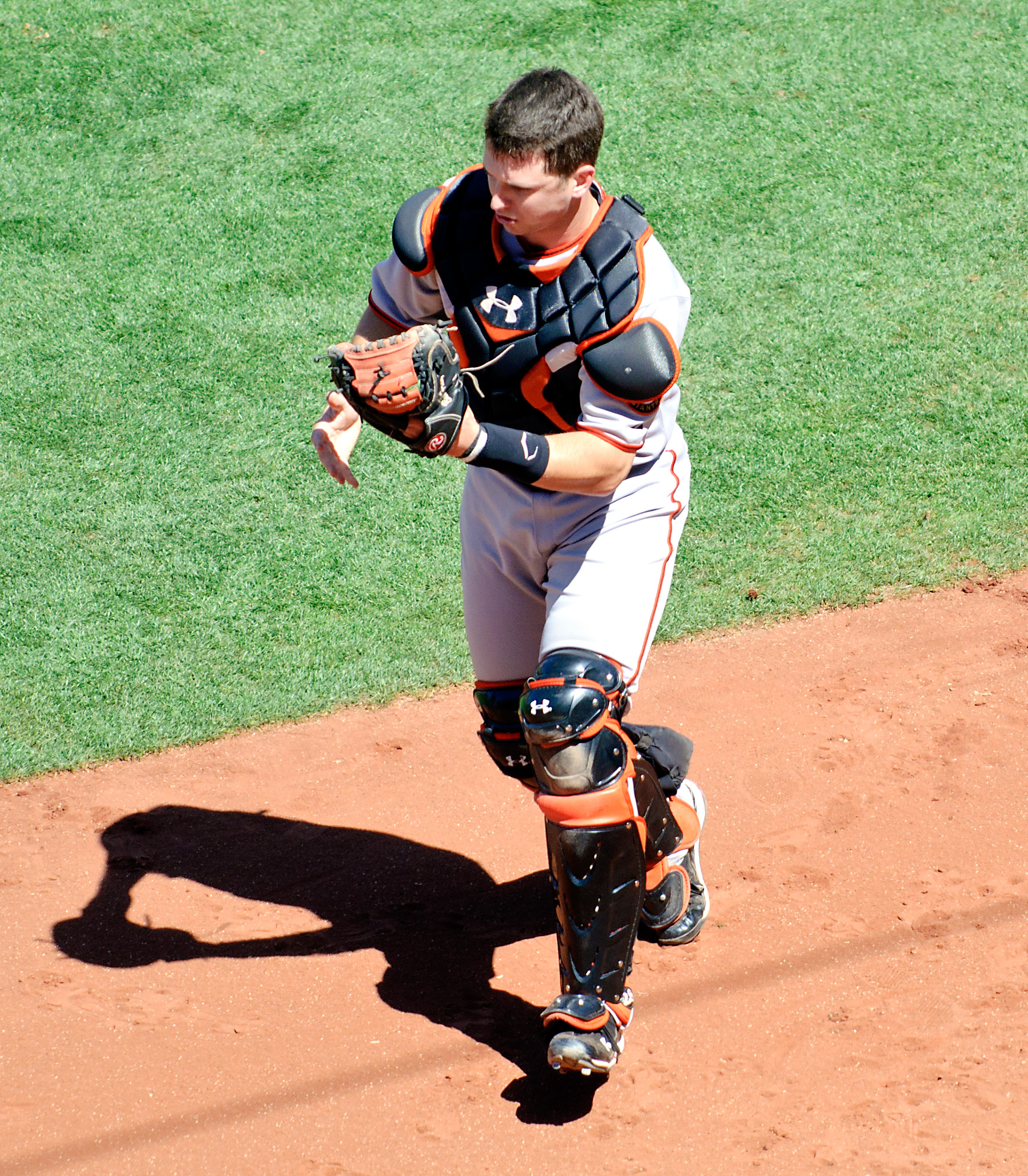
Le receveur Posey en septembre 2010.

Après avoir commencé la saison 2010 dans les mineures avec les Grizzlies de Fresno, Posey est rappelé par les Giants de San Francisco le 29 mai.
Le 9 juin, il frappe le premier coup de circuit de sa carrière, aux dépens de Aaron Harang, des Reds de Cincinnati.
Le 1er juillet 2010, les Giants décident de confier à Posey le poste de receveur principal de l'équipe, et pour lui laisser la place ils échangent aux Rangers du Texas le vétéran Bengie Molina. Posey répond immédiatement à l'appel en décrochant les titres de meilleur joueur du mois de juillet et meilleure recrue de juillet dans la Ligue nationale de baseball. Il présente une moyenne au bâton de,417 et une moyenne de puissance de,699 en juillet avec 24 points produits. Il est l'athlète de la Nationale ayant frappé le plus de coups sûrs au cours du mois (43). Ces 43 coups sûrs en un mois sont un record de franchise pour une recrue de Giants, surpassant la marque de Jim Ray Hart. Il égale aussi un autre record de franchise ce dernier : sept circuits en un mois par une recrue. En juillet, Posey frappe en lieu sûr dans 21 matchs consécutifs, une partie de moins que le record de franchise pour une recrue établi par Willie McCovey en 1959.
Malgré une baisse de régime en fin de saison, il est un des meilleurs joueurs de première année du baseball en 2010 avec une moyenne au bâton de,305, 124 coups sûrs, 18 circuits et 67 points produits en seulement 108 matchs. Sa moyenne au bâton est la meilleure parmi tous les joueurs de première année ayant joué au moins 100 matchs en 2010. Il affiche la deuxième meilleure moyenne de puissance (,505) parmi les recrues de la Ligue nationale. Posey aide les Giants à remporter leur premier championnat de la division Ouest en sept ans. Dans les quatre matchs de la Série de division entre les Giants et les Braves d'Atlanta, il frappe six coups sûrs en seize présences au bâton, pour une moyenne de,375. Il produit trois points en Série de championnat contre Philadelphie et maintient une moyenne de,300 avec son premier circuit en séries éliminatoires et deux points produits en finale contre les Rangers du Texas, aidant San Francisco à remporter la Série mondiale. En novembre, Buster Posey est élu recrue de l'année dans la Ligue nationale, étant préféré, notamment, à Jason Heyward, des Braves. Il est le premier joueur des Giants à recevoir cette distinction depuis le lanceur John Montefusco en 1975.

### Saison 2011
Le 25 mai 2011, Posey subit une fracture de la jambe gauche lors d'une violente collision au marbre avec Scott Cousins, des Marlins de la Floride, en 12e manche d'une partie perdue 7-6 par les Giants. Posey frappe pour ,284 de moyenne avec 46 coups sûrs et 21 points produits en 45 matchs à ce moment, et venait dans cette partie face aux Marlins d'allonger à 13 sa série de matchs avec au moins un coup sûr. Cette sérieuse blessure met un terme à sa saison.

### Saison 2012
Le 13 juin 2012, Posey est le receveur de Matt Cain lorsque celui-ci réussit la 22e partie parfaite de l'histoire des Ligues majeures, dans une victoire de 10-0 des Giants sur les Astros de Houston.
Posey remporte la Série mondiale 2012 avec San Francisco. Il est élu joueur par excellence de la saison 2012 dans la Ligue nationale, battant au vote de fin d'année le lauréat de la saison précédente Ryan Braun. Il est le premier receveur à recevoir ce prix dans la Nationale depuis Johnny Bench en 1972. Il est le champion frappeur de la Ligue nationale avec la moyenne au bâton (,336) la plus élevée des majeures. Il réussit 178 coups sûrs, dont 24 circuits, et produit 103 points. Sa moyenne de présence sur les buts se chiffre à ,408 et est la seconde meilleure de la Nationale après Joey Votto des Reds de Cincinnati. Il est aussi quatrième de sa ligue avec une moyenne de puissance de ,549. Posey reçoit également le Bâton d'argent du meilleur joueur offensif de la saison à la position de receveur.
Sa moyenne au bâton n'est que de ,200 au cours des trois rondes éliminatoires qui mènent à la conquête du titre par les Giants. Par contre, il frappe un grand chelem contre Mat Latos des Reds dans une victoire de 6-4 dans le dernier match de la Série de divisions qui permet à San Francisco d'éliminer Cincinnati. C'est son deuxième circuit de la série. Dans le quatrième et dernier match de la Série mondiale 2012, il claque un circuit de deux points face à Max Scherzer des Tigers de Détroit.

### Saison 2013

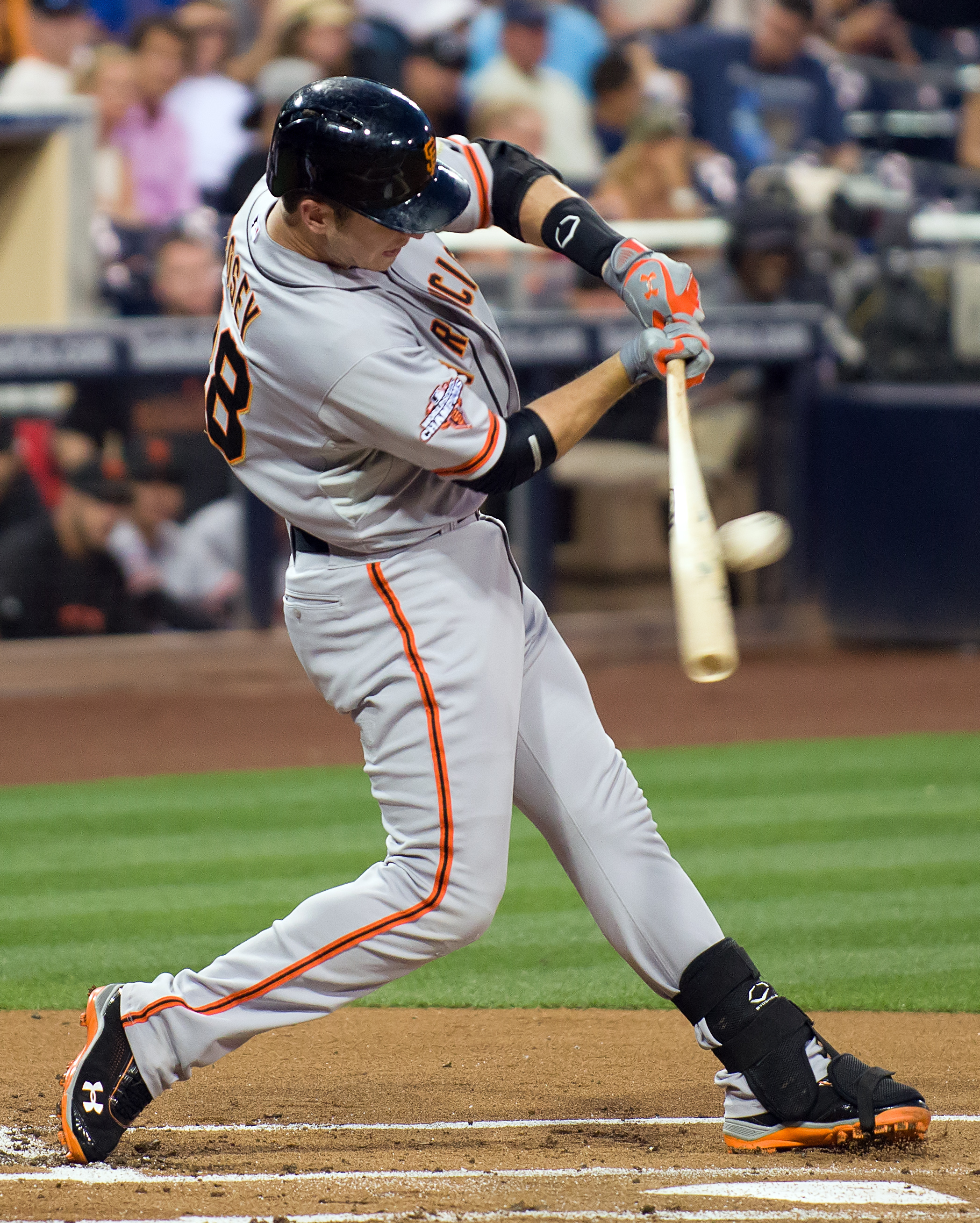
Buster Posey en 2013.

Posey, qui était sous contrat avec San Francisco jusqu'à la fin de la saison 2014, signe le 29 mars 2013 une prolongation de contrat de 8 ans pour 167 millions de dollars US.

### Saison 2014
Le 13 juillet 2014 contre les Diamondbacks de l'Arizona, le lanceur Madison Bumgarner, des Giants, frappe un grand chelem et Posey en ajoute un dans une victoire de 8-4 de San Francisco. C'est la première fois de l'histoire qu'une batterie lanceur-receveur frappe des grands chelems dans un même match.

### Saison 2015
Posey est le receveur partant de l'équipe de la Ligue nationale au match des étoiles 2015 à Cincinnati, honorant ainsi sa 3e sélection.

## Statistiques
| Saison | Équipe        | G    | AB   | R   | H    | 2B  | 3B | HR  | RBI | SB | BA   |
| ------ | ------------- | ---- | ---- | --- | ---- | --- | -- | --- | --- | -- | ---- |
| 2009   | San Francisco | 7    | 17   | 1   | 2    | 0   | 0  | 0   | 0   | 0  | .118 |
| 2010   | San Francisco | 108  | 406  | 58  | 124  | 23  | 2  | 18  | 67  | 0  | .305 |
| 2011   | San Francisco | 45   | 162  | 17  | 46   | 5   | 0  | 4   | 21  | 3  | .284 |
| 2012   | San Francisco | 148  | 530  | 78  | 178  | 39  | 1  | 24  | 103 | 1  | .336 |
| 2013   | San Francisco | 148  | 520  | 61  | 153  | 34  | 1  | 15  | 72  | 2  | .294 |
| 2014   | San Francisco | 147  | 547  | 72  | 170  | 28  | 2  | 22  | 89  | 0  | .311 |
| 2015   | San Francisco | 150  | 557  | 74  | 177  | 28  | 0  | 19  | 95  | 2  | .318 |
| 2016   | San Francisco | 146  | 539  | 82  | 155  | 33  | 2  | 14  | 80  | 6  | .288 |
| 2017   | San Francisco | 140  | 494  | 62  | 158  | 34  | 0  | 12  | 67  | 6  | .320 |
| 2018   | San Francisco | 105  | 398  | 47  | 113  | 22  | 1  | 5   | 41  | 3  | .284 |
| Totaux | Totaux        | 1144 | 4170 | 552 | 1276 | 246 | 9  | 133 | 635 | 23 | .306 |

| Saison | Équipe        | G  | AB  | R  | H  | 2B | 3B | HR | RBI | SB | BA   |
| ------ | ------------- | -- | --- | -- | -- | -- | -- | -- | --- | -- | ---- |
| 2010   | San Francisco | 15 | 59  | 6  | 17 | 3  | 0  | 1  | 5   | 1  | .288 |
| 2012   | San Francisco | 16 | 60  | 5  | 12 | 0  | 0  | 3  | 9   | 0  | .200 |
| 2014   | San Francisco | 17 | 69  | 5  | 17 | 0  | 0  | 0  | 7   | 0  | .246 |
| 2016   | San Francisco | 5  | 18  | 1  | 5  | 1  | 0  | 0  | 2   | 0  | .278 |
| Totaux | Totaux        | 53 | 206 | 17 | 51 | 4  | 0  | 4  | 23  | 1  | .248 |

Note : G = Matches joués ; AB = Passages au bâton; R = Points ; H = Coups sûrs ; 2B = Doubles ; 3B = Triples ; 
HR = Coup de circuit ; RBI = Points produits ; SB = Buts volés ; BA = Moyenne au bâton.